# Waldeck (Stadt Waldeck)
Waldeck ist die Kernstadt der Stadt Waldeck und somit einer der zwei größten Stadtteile der Stadt Waldeck im nordhessischen Landkreis Waldeck-Frankenberg sowie einer der meist frequentierten und bedeutendsten Fremdenverkehrsorte im Waldecker Land.
Der Ort war bis 1655 Residenzsitz der Waldecker Grafen. Waldeck liegt direkt am 1914 fertiggestellten Edersee und ist seit mehr als 50 Jahren staatlich anerkannten Luftkurort mit besten heilklimatischen bedingungen. Heute findet man hier Fremdenverkehrsangebote für Erholung und Freizeitgestaltung. Überragt wird die Waldecker Kernstadt von Schloss Waldeck.

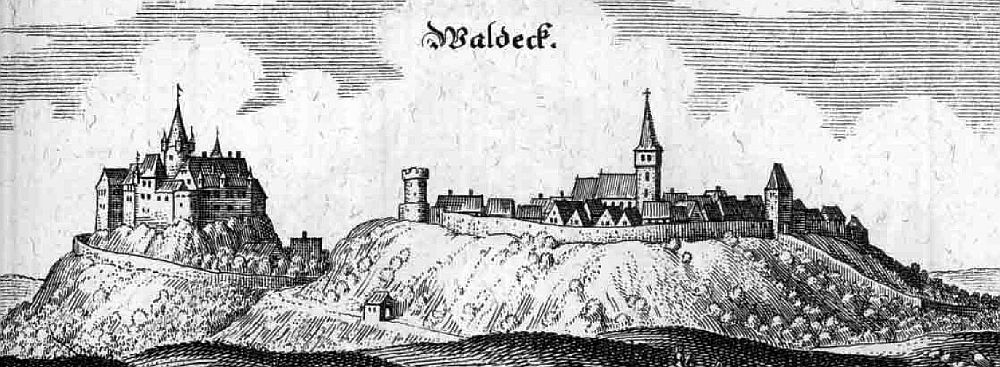
Burg und Ort Waldeck 1655 in der Topographia Hassiae von Matthäus Merian

## Geschichte

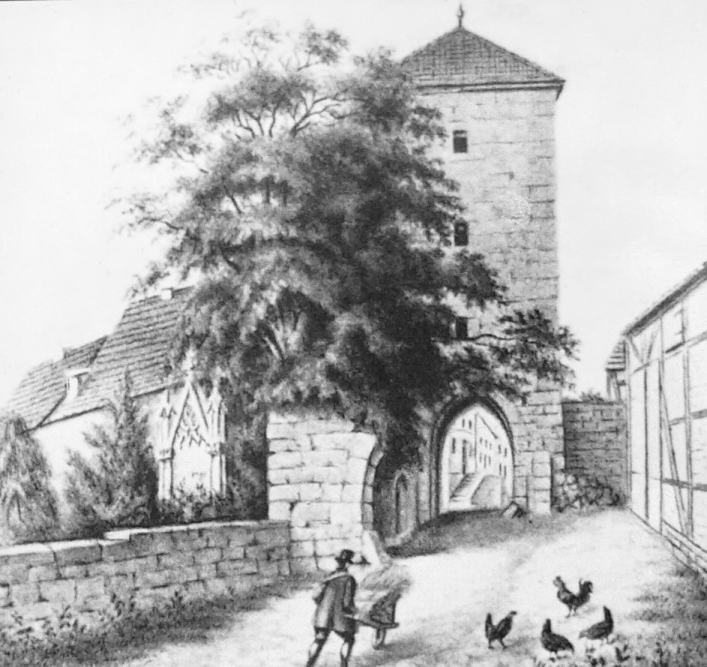
Netzer Tor, 1867

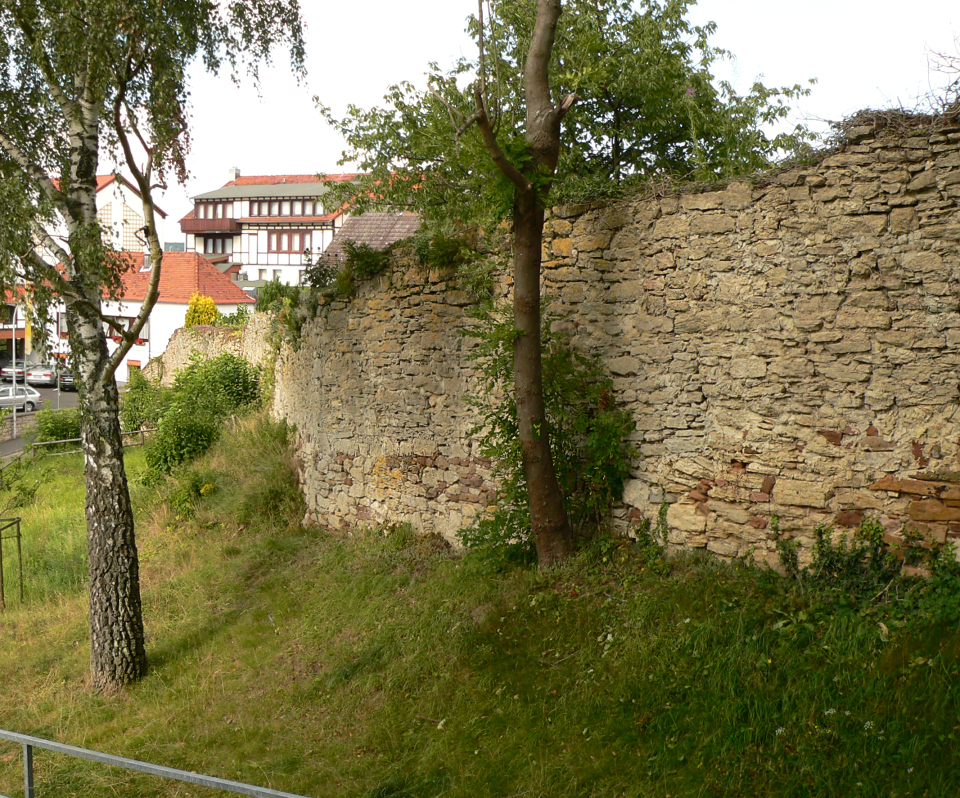
Stadtmauerrest am Elsterberg

1232 findet sich die älteste bekannte schriftliche Erwähnung der Siedlung Waldeck in einer Urkunde des Klosters Netze. Dort wird sie als universitas civitatis de waldeke erwähnt. Um 1250 entstand die Stadtmauer, die über drei Stadttore verfügte, darunter das Schlosstor und das Netzer Tor. Der Torturm des Netzer Tors diente auch als Gefängnis. Er wurde 1891 an einen Landwirt veräußert, der ihn abbrach und das Mauerwerk zum Bau einer Scheune verwendete.
Bis zum Jahr 1254 wird der Ort auch als „Rode“ bezeichnet, was darauf hinweist, dass er durch eine Rodung entstanden sein kann. Das erste bekannte Stadtsiegel stammt aus dem Jahr 1266, der erste nachweisbare Bürgermeister wird 1311 erwähnt. Um 1500 war Waldeck „nur“ ein Dorf mit Stadtmauer mit rund 300 Einwohnern und lag hinsichtlich Größe und Wirtschaftskraft hinter Bad Wildungen und Korbach. Bis zum Anfang des 20. Jahrhunderts betrug die Einwohnerzahl lediglich rund 400; Korbach, Arolsen und Bad Wildungen waren zu dieser Zeit die größeren Städte der Grafschaft Waldeck.

### Verlegung der Residenz
Bis 1655 war Schloss Waldeck Residenz der regierenden Grafen von Waldeck, danach zogen sie um nach Arolsen in das Residenzschloss Arolsen. Danach wurde das Schloss Waldeck als ehemaliger Residenzsitz für die unterschiedlichsten Zwecke genutzt. Der Ort verlor durch die Residenzverlegung bis in die Neuzeit an Bedeutung, blieb aber weiterhin Namensgeber der Grafschaft.

### Eisenbahn
Die das Ortsgebiet berührenden Bahnstrecken wurden zu folgenden Terminen für den Verkehr freigegeben:
- Bad Wildungen–Buhlen am 1. Februar 1909
- Buhlen–Waldeck am 1. Mai 1911
- Waldeck–Korbach am 1. Juni 1912

### Gebietsreform
Im Zuge der Gebietsreform in Hessen fusionierten zum 1. Oktober 1971 die bis dahin selbständigen Gemeinden Alraft, Höringhausen, Netze und Nieder-Werbe sowie die beiden Städte Sachsenhausen und Waldeck auf freiwilliger Basis zur neuen Stadt Waldeck. Sitz der Stadtverwaltung wurde Sachsenhausen.
Für alle eingegliederten, ehemals eigenständigen, Gemeinden von Waldeck wurden Ortsbezirke mit Ortsbeirat und Ortsvorsteher nach der Hessischen Gemeindeordnung gebildet.

### Weitere Entwicklung
Siehe Stadt Waldeck.

### Staats- und Verwaltungsgeschichte im Überblick
Die folgende Liste zeigt im Überblick die Staaten, in denen Waldeck lag, und deren nachgeordnete Verwaltungseinheiten, denen es angehört(e):
- 1487 und später: Heiliges Römisches Reich, Grafschaft Waldeck, Amt Waldeck
- ab 1712: Heiliges Römisches Reich, Fürstentum Waldeck, Amt Waldeck
- ab 1806: Fürstentum Waldeck,  Amt Waldeck
- ab 1814: Fürstentum Waldeck, Oberamt der Eder
- ab 1816: Fürstentum Waldeck, Oberjustizamt der Werbe
- ab 1850: Fürstentum Waldeck-Pyrmont (ab 1848), Kreis der Eder[Anm. 1]
- ab 1867: Fürstentum Waldeck-Pyrmont (Akzessionsvertrag mit Preußen), Kreis der Eder
- ab 1871: Deutsches Reich, Fürstentum Waldeck-Pyrmont, Kreis der Eder
- ab 1919: Deutsches Reich, Freistaat Waldeck, Kreis der Eder
- ab 1929: Deutsches Reich, Freistaat Preußen, Provinz Hessen-Nassau, Regierungsbezirk Kassel, Kreis der Eder
- ab 1942: Deutsches Reich, Freistaat Preußen, Provinz Hessen-Nassau, Regierungsbezirk Kassel, Landkreis Waldeck
- ab 1944: Deutsches Reich, Freistaat Preußen, Provinz Kurhessen, Landkreis Waldeck
- ab 1945: Deutsches Reich, Amerikanische Besatzungszone, Groß-Hessen, Regierungsbezirk Kassel, Landkreis Waldeck
- ab 1946: Deutsches Reich, Amerikanische Besatzungszone, Hessen, Regierungsbezirk Kassel, Landkreis Waldeck
- ab 1949: Bundesrepublik Deutschland, Hessen, Regierungsbezirk Kassel, Landkreis Waldeck
- ab 1971: Bundesrepublik Deutschland, Hessen, Regierungsbezirk Kassel, Landkreis Waldeck, Stadt Waldeck
- ab 1974: Bundesrepublik Deutschland, Hessen, Regierungsbezirk Kassel, Landkreis Waldeck-Frankenberg, Stadt Waldeck

### Bevölkerung

#### Einwohnerstruktur 2011
Nach den Erhebungen des Zensus 2011 lebten am Stichtag dem 9. Mai 2011 im Stadtteil Waldeck 1512 Einwohner. Darunter waren 39 (2,6 %) Ausländer. Nach dem Lebensalter waren 216 Einwohner unter 18 Jahren, 570 zwischen 18 und 49, 360 zwischen 50 und 64 und 366 Einwohner waren älter. Die Einwohner lebten in 708 Haushalten. Davon waren 240 Singlehaushalte, 228 Paare ohne Kinder und 171 Paare mit Kindern, sowie 57 Alleinerziehende und 15 Wohngemeinschaften. In 195 Haushalten lebten ausschließlich Senioren und in 441 Haushaltungen leben keine Senioren.

#### Einwohnerentwicklung
Quelle: Historisches Ortslexikon
- 1620: 65 Häuser
- 1650: 40 Häuser
- 1738: Häuser
- 1770: 60 Häuser, 431 Einwohner

| Waldeck: Einwohnerzahlen von 1770 bis 2020 | Waldeck: Einwohnerzahlen von 1770 bis 2020 | Waldeck: Einwohnerzahlen von 1770 bis 2020 | Waldeck: Einwohnerzahlen von 1770 bis 2020 | Waldeck: Einwohnerzahlen von 1770 bis 2020 |
| --- | ------------------------------------------ | ------------------------------------------ | ------------------------------------------ | ------------------------------------------ |
| Jahr |                                            |                                            |                                            | Einwohner                                  |
| 1770 | 1770                                       |                                            | 431                                        | 431                                        |
| 1800 | 1800                                       |                                            | ?                                          | ?                                          |
| 1834 | 1834                                       |                                            | 596                                        | 596                                        |
| 1840 | 1840                                       |                                            | 606                                        | 606                                        |
| 1846 | 1846                                       |                                            | 569                                        | 569                                        |
| 1852 | 1852                                       |                                            | 642                                        | 642                                        |
| 1858 | 1858                                       |                                            | 575                                        | 575                                        |
| 1864 | 1864                                       |                                            | 614                                        | 614                                        |
| 1871 | 1871                                       |                                            | 493                                        | 493                                        |
| 1875 | 1875                                       |                                            | 477                                        | 477                                        |
| 1885 | 1885                                       |                                            | 476                                        | 476                                        |
| 1895 | 1895                                       |                                            | 468                                        | 468                                        |
| 1905 | 1905                                       |                                            | 444                                        | 444                                        |
| 1910 | 1910                                       |                                            | 482                                        | 482                                        |
| 1925 | 1925                                       |                                            | 669                                        | 669                                        |
| 1939 | 1939                                       |                                            | 976                                        | 976                                        |
| 1946 | 1946                                       |                                            | 1.415                                      | 1.415                                      |
| 1950 | 1950                                       |                                            | 1.423                                      | 1.423                                      |
| 1956 | 1956                                       |                                            | 1.518                                      | 1.518                                      |
| 1961 | 1961                                       |                                            | 1.581                                      | 1.581                                      |
| 1967 | 1967                                       |                                            | 1.761                                      | 1.761                                      |
| 1980 | 1980                                       |                                            | ?                                          | ?                                          |
| 1990 | 1990                                       |                                            | ?                                          | ?                                          |
| 2000 | 2000                                       |                                            | ?                                          | ?                                          |
| 2011 | 2011                                       |                                            | 1.512                                      | 1.512                                      |
| 2015 | 2015                                       |                                            | 1.595                                      | 1.595                                      |
| 2020 | 2020                                       |                                            | 1.584                                      | 1.584                                      |
| Datenquelle: Historisches Gemeindeverzeichnis für Hessen: Die Bevölkerung der Gemeinden 1834 bis 1967. Wiesbaden: Hessisches Statistisches Landesamt, 1968. Weitere Quellen: Stadt Waldeck:; Zensus 2011 |                                            |                                            |                                            |                                            |

## Wappen
| Wappen von Waldeck | Blasonierung: „In Gold ein sechsstrahliger schwarzer Stern.“ |
| Wappen von Waldeck | Wappenbegründung: Das älteste Siegel der Stadt ist seit 1254 bekannt. Es zeigte das Wappen der Grafen von Waldeck, einen achtzackigen Stern, den Waldecker Stern. Ein zweites Siegel aus dem 13. Jahrhundert zeigte ebenfalls denselben Schild. Seitdem wird der Stern als Stadtwappen verwendet, die Stadt verwendet jedoch seit dem 19. Jahrhundert einen sechszackigen Stern, um das Stadtwappen vom Wappen des Staates (und des späteren Landkreises) Waldeck zu unterscheiden. |

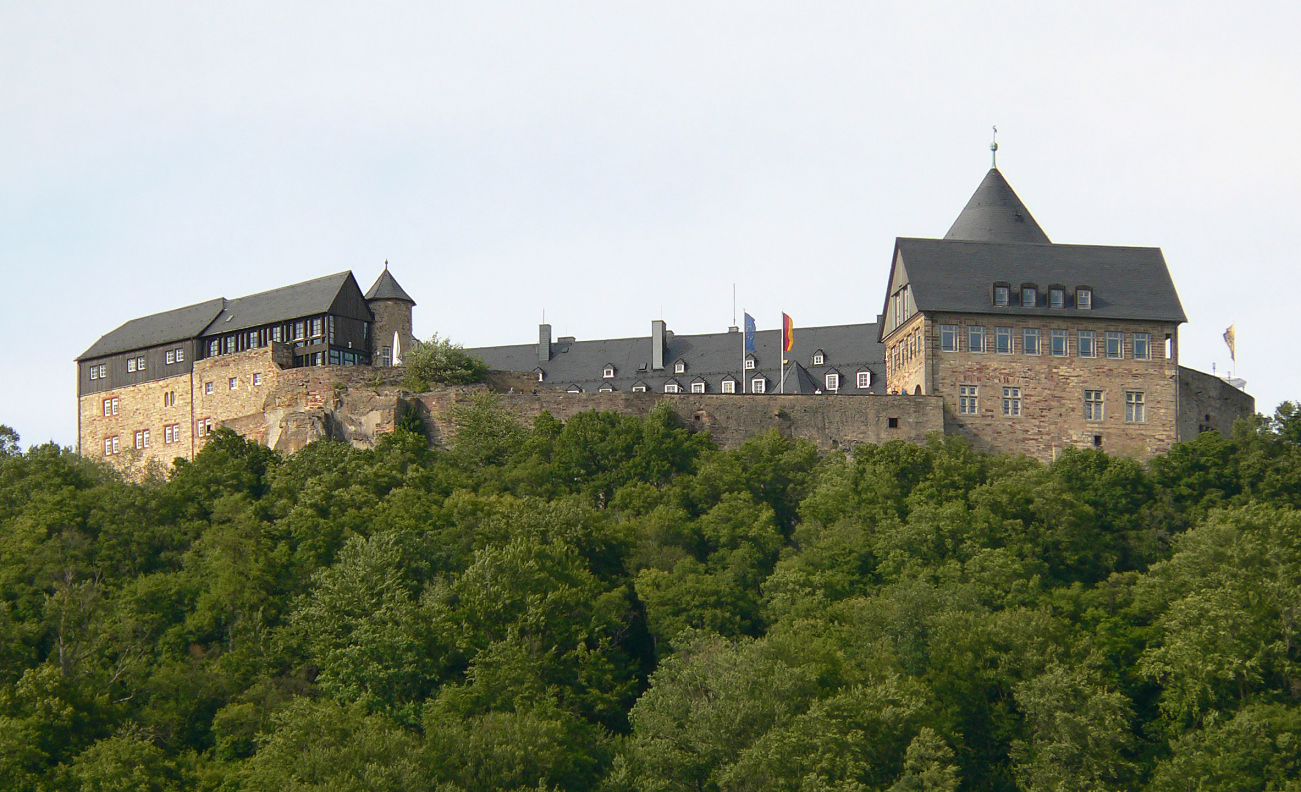
Schloss Waldeck über dem Edersee heute

## Religion

### Reformation
1521 wurde Graf Philipp IV. von Waldeck-Wildungen auf dem Reichstag von Worms ein Anhänger der reformatorischen Lehre. Philipp lud den aus dem mainzischen Fritzlar vertriebenen lutherischen Prediger Johann Hefentreger (auch Johannes Trygophorus) zu einer Probepredigt ein, die dieser am 29. April 1526 in der Kapelle des Schlosses Friedrichstein in Alt-Wildungen hielt. Philipp IV. und sein Onkel Philipp III. von Waldeck-Eisenberg, die in kirchlichen Fragen gemeinsam für beide Teile der Grafschaft zu entscheiden hatten, beriefen ihn zum Pfarrer der Stadt Waldeck. Hefentreger predigte am 17. Juni 1526 erstmals nach Luthers Lehren. Er wurde von hier aus zum Reformator der Grafschaft Waldeck. Heute erinnern zwei Gedenktafeln an den Eingängen der Stadtkirche an diesen Tag.

### Historische Religionszugehörigkeit
| • 1895: | 450 evangelische (= 95,95 %), 2 katholische (= 0,43 %), 8 andere christliche-konfessionelle (= 1,71 %), 8 jüdische (= 1,71 %) Einwohner |

### Stadtkirche

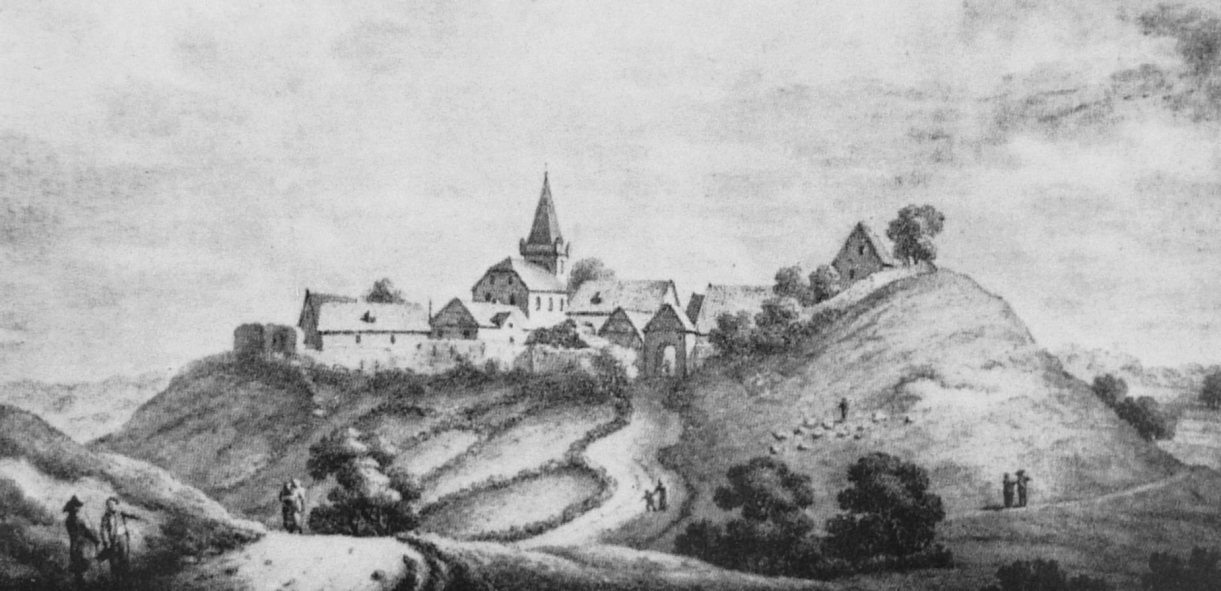
Waldeck mit Stadtkirche und dem Stadttor Schlosstor um 1800, rechts der Elsterberg

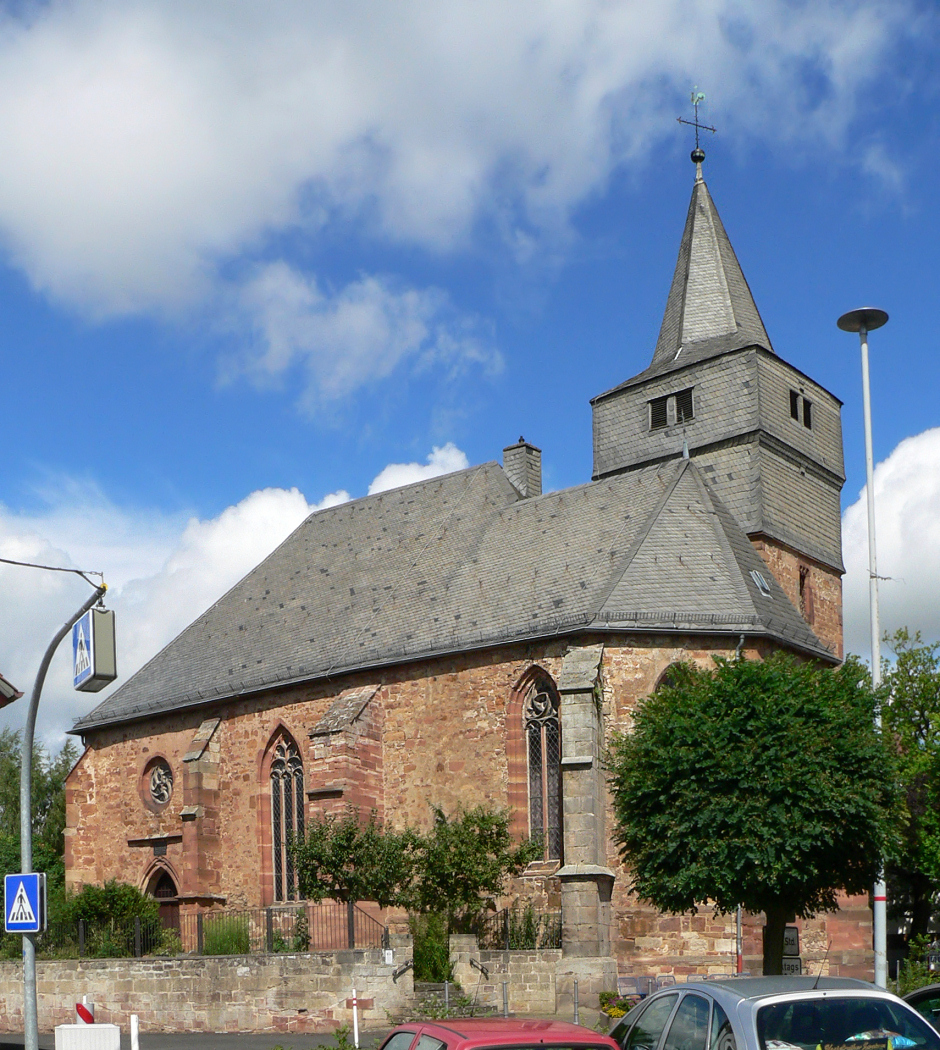
Stadtkirche

Am 13. Mai 1236 weihte Bischof Wilhelm von Havelberg eine Kapelle in Waldeck der heiligen Maria und unterstellte sie dem 1228 gegründeten Zisterzienserinnenkloster Marienthal in Netze. Ob sich diese Kapelle an der Stelle der jetzigen Kirche befand, ist nicht geklärt, da in den Quellen über die Gründung der Burg auch ein anderer Standort erwähnt wird.
Der Chorraum ist der älteste Teil der Kirche, deren Bau um 1300 begonnen wurde. Während in der ganzen Grafschaft im 14. Jahrhundert stattliche neue Kirchen entstanden, erhielt die seit 1300 bestehende Stadtkirche lediglich einen Anbau. Dies war ein nördliches Seitenschiff und eine neue Südwand. Der Chor bekam an der Südseite ein neues Maßwerkfenster. Die Bürger und die Grafen von Waldeck hatten nur sehr begrenzten Einfluss auf diese Filialkirche des Klosters Netze.
1483 erhielt die Stadtkirche einen Schnitzaltar mit gemalten Flügeln, einen Marienaltar, der die Krönung Marias durch die Dreieinigkeit darstellt. Das Bild der Predella, geschmückte Sockel des Altaraufbaus, zeigt Christus mit den zwölf Aposteln. Besonders im Spätmittelalter wurde die Mutter Jesu sehr verehrt. Gestiftet wurde der Altar von der in des ehemaligen Augustiner-Chorfrauen-Stifts Berich, Margarete Huhn. Sie ist in der unteren Ecke des linken Flügels mit ihrem Wappen abgebildet.
Von dem ursprünglich einschiffigen Kirchenbau sind nur Chor und Westmauer erhalten geblieben. Das Schiff in seiner jetzigen Gestalt wurde im 16. Jahrhundert ausgebaut. Der Turm wurde – wie bei den Wehrkirchen in Bergheim und Affoldern – seitlich an der Nordostseite des Chores errichtet. Zwei der vier Glocken stammen aus dem 14. Jahrhundert. Vermutlich hatte der Kirchturm früher auch vier kleine Ecktürme.

### Jüdischer Friedhof

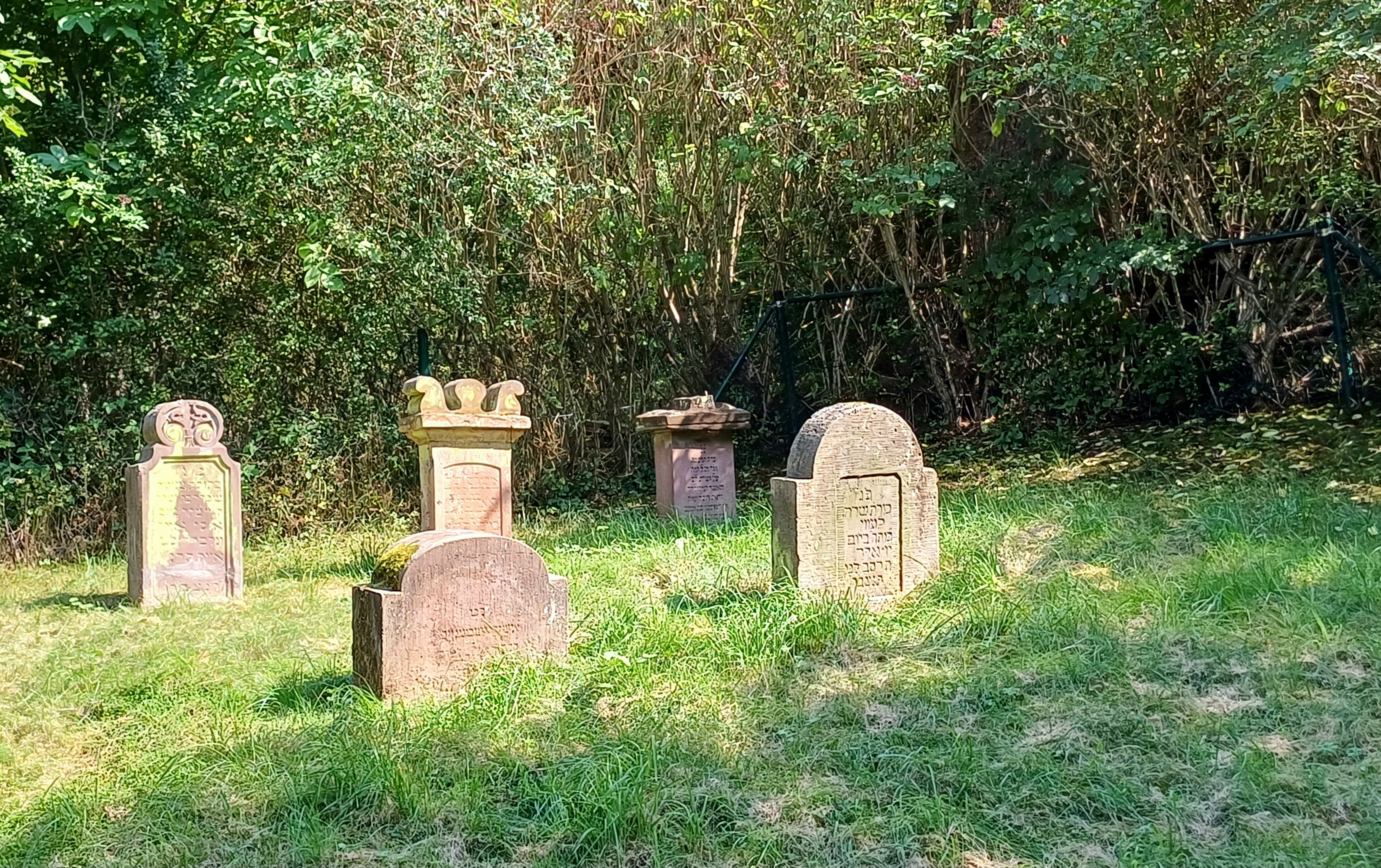
Jüdischer Friedhof Waldeck

Im 19. Jahrhundert lebten vor allem Angehörige der Familien Levy und Simon in Waldeck. Vermutlich veranlasste die Familie Levy die Anlage eines Friedhofs, bei dem es sich offensichtlich eher um einen Privatfriedhof als einen Friedhof einer jüdischen Gemeinde handelte. Im Lauf der Jahrzehnte sind siebzehn Beisetzungen bekannt, die letzte 1913. Die Größe des Friedhofs umfasst 0,82 ar. Fünf Grabsteine sind heute noch vorhanden. Der Friedhof liegt in der Nähe der heutigen Edertalsperre.

## Wirtschaft und Infrastruktur

### Unternehmen
Von 1921 bis 2000 befand sich in dem Ort der Hauptfirmensitz der Mauser-Werke Waldeck AG, die noch 1997 als mengenmäßig führender Büromöbel-Hersteller in Deutschland galten. Das Unternehmen war lange Zeit einer der größten Arbeitgeber der Region.

### Edertalsperre

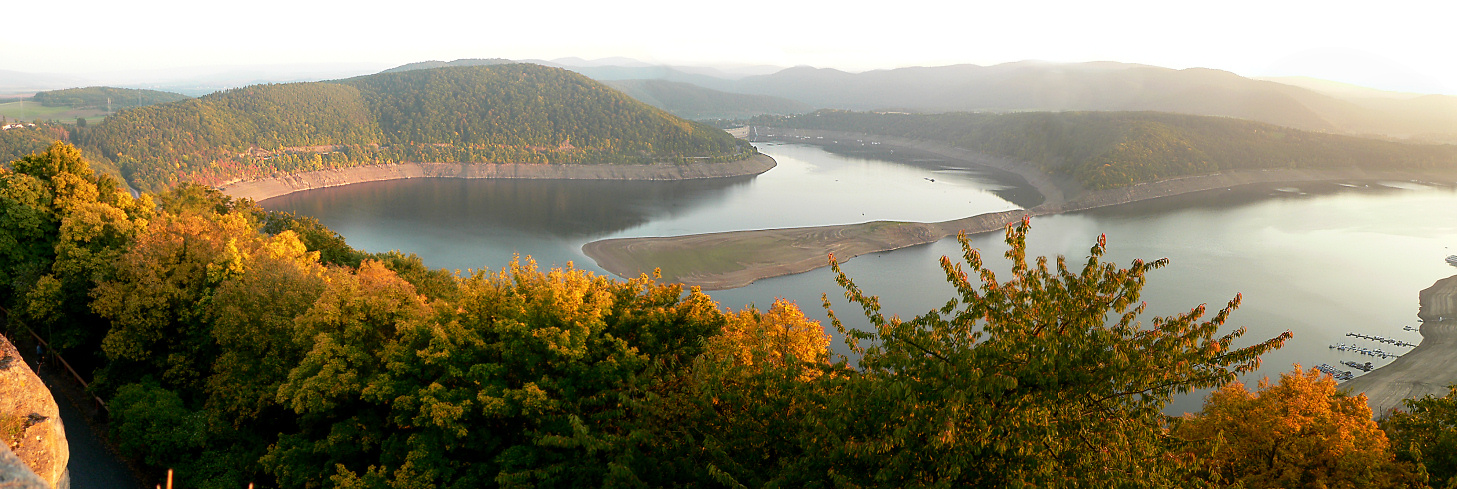
Edersee von Schloss Waldeck

Größe und auch wirtschaftliche Bedeutung von Waldeck änderten sich schlagartig mit dem Bau der Edertalsperre (1908–1914). Früh erkannten die Waldecker, dass mit dem Bau eine neue Möglichkeit entstand, die eigene wirtschaftliche Situation zu verbessern. Der bis dahin eher landwirtschaftlich geprägte Ort machte schrittweise den Tourismus zu seiner größten Einnahmequelle.

### Verkehr

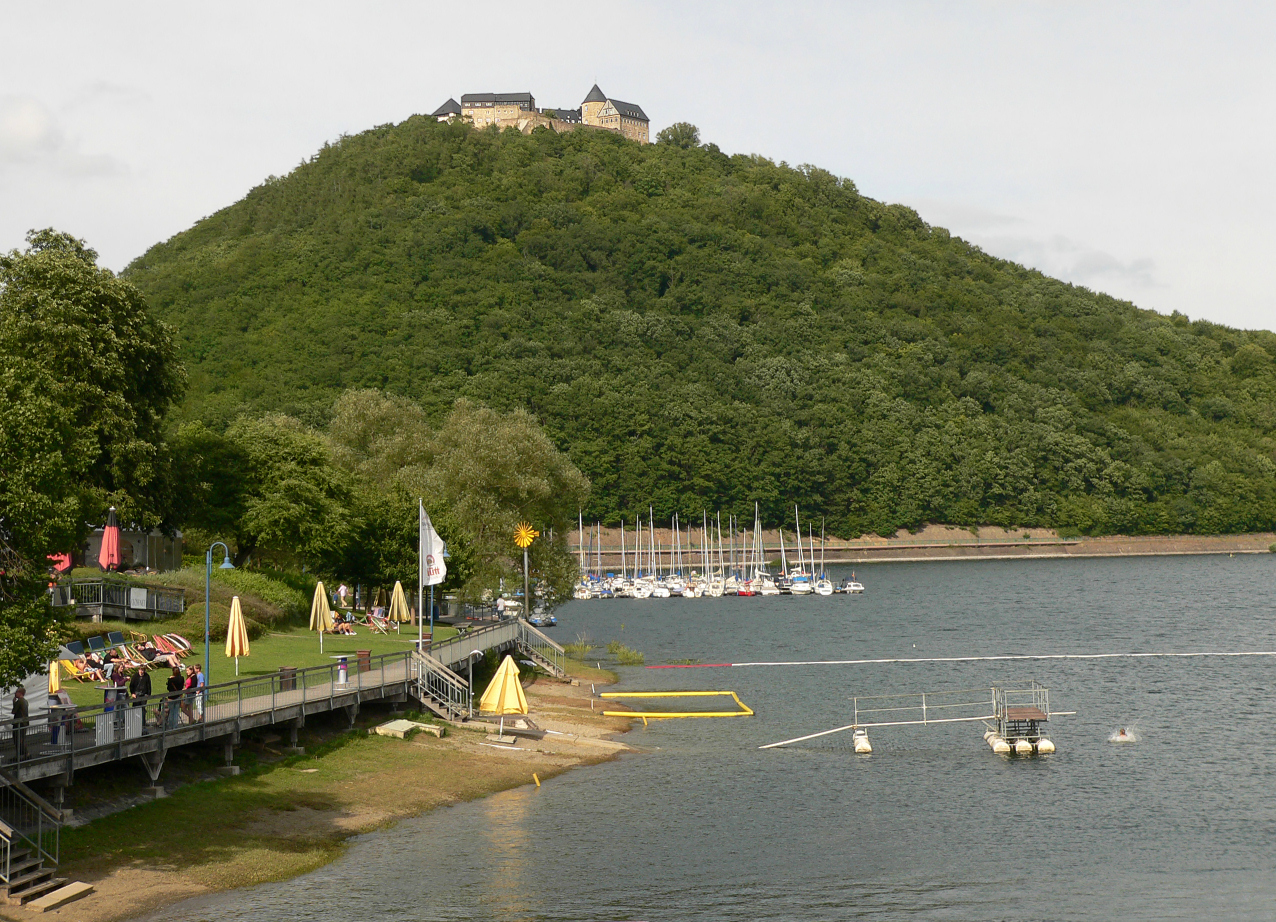
Uferpromenade mit Strandbad

- An der Stadt (Waldeck-Ost) führt die Bundesstraße 485 vorbei.
- Die Bahnstrecke Wega–Brilon Wald wurde zeitweilig im Fernverkehr von Bad Wildungen nach Amsterdam CS befahren, ist aber seit 1995 stillgelegt. Hier verläuft der Ederseebahn-Radweg.
- Ederseerandstraße (L 3086): Die Straße mit Radweg führt von der Staumauer bis Nieder-Werbe und bietet einen reizvollen Blick auf den Edersee.
- Waldecker Bergbahn zwischen dem Schlossberg und dem Edersee. Die Talstation liegt in unmittelbarer Nähe zur Uferpromenade und den Anlegestellen der Waldecker Edersee-Schifffahrt. Eine der letzten im Original erhaltenen Seilbahnen der Firma Pohlig, Köln.
- Schifffahrt: Zwei Fahrgastschiffe führen von Frühjahr bis Herbst Rundfahrten auf dem Edersee durch. Je nach Wasserstand werden sechs Anlegestellen angefahren: Waldeck-Strandbad[11]; Sperrmauer Ufer(Ost); Sperrmauer Ufer(West); Bringhausen; Nieder-Werbe; Halbinsel Scheid1 und Herzhausen. Auf einem Schiff werden auf Anfrage auch standesamtliche Trauungen durch den Standesbeamten der Gemeinde Edertal vorgenommen.

## Persönlichkeiten
- Karl Knoll (1864–1921), deutscher Pfarrer und Politiker
- Alfons Mauser (1872–1927), deutscher Unternehmer